# 爱德华·巴普蒂斯特
爱德华·巴普蒂斯特（1970年—）是一位美国历史学家，康奈尔大学历史系教授，主要作品有《被掩盖的原罪：奴隶制与美国资本主义的崛起》（The Half Has Never been Told: Slavery and the Making of American Capitalism）、《缔造一个古老的南方》（Creating an Old South: Middle Florida's Plantation Frontier before the Civil War）等。